# Национальный проект «Малое и среднее предпринимательство и поддержка индивидуальной предпринимательской инициативы»
Национальный проект «Малое и среднее предпринимательство и поддержка индивидуальной предпринимательской инициативы» — один из национальных проектов в России на период с 2019 по 2024 годы. В феврале 2020 года куратором проекта назначен первый вице-премьер Андрей Белоусов. Руководителем стал министр экономического развития Максим Решетников.

## Описание
Национальный проект «Малое и среднее предпринимательство и поддержка индивидуальной предпринимательской инициативы» ставит целью расширение доступа субъектов малого и среднего предпринимательства (далее — МСП) к финансовым ресурсам, в том числе к льготному финансированию.
Он должен достичь следующего целевого показателя: увеличение численности занятых в сфере малого и среднего предпринимательства, включая индивидуальных предпринимателей, до 25 млн человек.
Проект должен решить следующие задачи:
- улучшение условий ведения предпринимательской деятельности, включая упрощение налоговой отчётности для предпринимателей, применяющих контрольно-кассовую технику;
- создание цифровой платформы, ориентированной на поддержку производственной и сбытовой деятельности субъектов малого и среднего предпринимательства, включая индивидуальных предпринимателей;
- совершенствование системы закупок, осуществляемых крупнейшими заказчиками у субъектов малого и среднего предпринимательства, включая индивидуальных предпринимателей;
- упрощение доступа к льготному финансированию, в том числе ежегодное увеличение объёма льготных кредитов, выдаваемых субъектам малого и среднего предпринимательства, включая индивидуальных предпринимателей;
- создание системы акселерации субъектов малого и среднего предпринимательства, включая индивидуальных предпринимателей, в том числе инфраструктуры и сервисов поддержки, а также их ускоренное развитие в таких областях, как благоустройство городской среды, научно-технологическая сфера, социальная сфера и экология;
- модернизация системы поддержки экспортёров, являющихся субъектами малого и среднего предпринимательства, включая индивидуальных предпринимателей, увеличение доли таких экспортёров в общем объёме несырьевого экспорта не менее чем до 10 процентов;
- создание системы поддержки фермеров и развитие сельской кооперации;
- обеспечение благоприятных условий осуществления деятельности самозанятыми гражданами посредством создания нового режима налогообложения, предусматривающего передачу информации о продажах в налоговые органы Российской Федерации в автоматическом режиме, освобождение от обязанности представлять отчётность, а также уплату единого платежа с выручки, включающего в себя страховые взносы.

Согласно паспорту проекта на сайте Правительства РФ, общий бюджет реализации нацпроекта «Малое и среднее предпринимательство и поддержка индивидуальной предпринимательской инициативы» составит 481,5 млрд. рублей, из которых 416,2 будут направлены из федерального бюджета, еще 11,4 из региональных, а 53,9 будут привлечены из внебюджетных источников.
Федеральные проекты в составе национального проекта «Малое и среднее предпринимательство и поддержка индивидуальной предпринимательской инициативы»:
- «Акселерация субъектов малого и среднего предпринимательства»
- «Популяризация предпринимательства»
- «Расширение доступа субъектов МСП к финансовым ресурсам, в том числе к льготному финансированию»
- «Создание системы поддержки фермеров и развитие сельской кооперации»
- «Улучшение условий ведения предпринимательской деятельности»[4]

### Календарь планируемых событий[5]
- 2019 – Число индивидуальных предпринимателей в малых и средних компаниях составит 19,6 млн. Доля малого бизнеса в ВВП страны составит 22,9%, а доля этого сектора в общем объеме несырьевого экспорта — 8,8%. Число самозанятых к концу года должно увеличится до 200 тыс.человек.
- 2020 – Год предпринимательства в России. Число индивидуальных предпринимателей в малых и средних компаниях составит не менее 20,5 млн человек, а доля этого сектора в ВВП достигнет 23,5%. Разработка механизмов доступа малого бизнеса к фондовому рынку, а также организация комплекса услуг господдержки для предпринимателей в 40 центрах «Мой бизнес», где помощь смогут получить 4% субъектов МСП. С 1 июля 2020 года от обязанности предоставлять налоговую декларацию будут освобождены не менее 800 тыс. малых и средних предпринимателей.
- 2021 – Общий объем закупок крупнейших заказчиков у малого и среднего бизнеса в 2021 году составит 3,8 трлн руб., а число занятых в этом секторе составит 21,6 млн.человек. Доля малого и среднего бизнеса в ВВП достигнет 25%, а доля субъектов МСП в общем объеме несырьевого экспорта — 9,25%. Количество малых и средних компаний, вышедших на зарубежные рынки при помощи Центра поддержки экспорта, составит 9,1 тыс.
- 2022 – На создание и развитие государственных микрофинансовых организаций из бюджета выделят почти 7,3 млрд руб. — почти столько же, сколько за предыдущие три года. При этом всего в сфере малого и среднего бизнеса будут работать 22,9 млн человек, а доля этого сектора в ВВП достигнет 27,5%. Количество самозанятых к концу 2022 года составит 1,8 млн человек.
- 2023 – Почти треть ВВП будет приходиться на малый и средний бизнес. Малым и средним компаниям будет организована поддержка уже в 100 центрах «Мой бизнес», доля охваченных малых предприятий составит 9%. Количество субъектов МСП, выведенных на зарубежные рынки при помощи центров поддержки экспорта, составит 13,3 тыс. Доля малого и среднего бизнеса в ВВП России к 2023 году составит 30%, а в несырьевом экспорте приблизится к 10%.
- 2024 – Реализация механизма снятия барьеров для малого бизнеса. Число занятых в сфере малого и среднего предпринимательства составит 25 млн человек. Сектор будет давать 32,5% ВВП страны и 10% несырьевого экспорта. Объем закупок крупнейших заказчиков у малых предпринимателей составит 5 трлн руб., а число самозанятых — 2,4 млн человек.

## Реализация
С 1 января 2019 года стартовала программа по открытию центров поддержки предпринимательства «Мой бизнес», площадки по оказанию комплексных услуг, где предприниматели могут оперативно проконсультироваться по оформлению кредита, получению господдержки в рамках действующих программам. К 1 декабря открылось 60 таких центров, которыми было предоставлено свыше 487 тысяч услуг, проведено почти 22 тысячи мероприятий, в которых приняли участие более 247 тысяч человек. Также стартовал эксперимент по применению специального налогового режима — налога на профессиональный доход — в 4 пилотных регионах: в Москве, Московской и Калужской областях, а также в Республике Татарстан. По состоянию на 1 ноября 2019 года количество самозанятых составило 261 тысячу человек. 
На 2020 год показатель по количеству самозанятых определен 800 тысяч человек, а сам эксперимент будет расширен на 19 регионов. Помимо этого, комплекс мер по поддержке МСП включил доступ к микрозаймам и кредит по льготной ставке, не превышающей 8,5% годовых. Для участия в реализации этой программы кредитования субъектов малого и среднего бизнеса Минэкономразвития в июле 2019 года выбрали 90 уполномоченных банков.

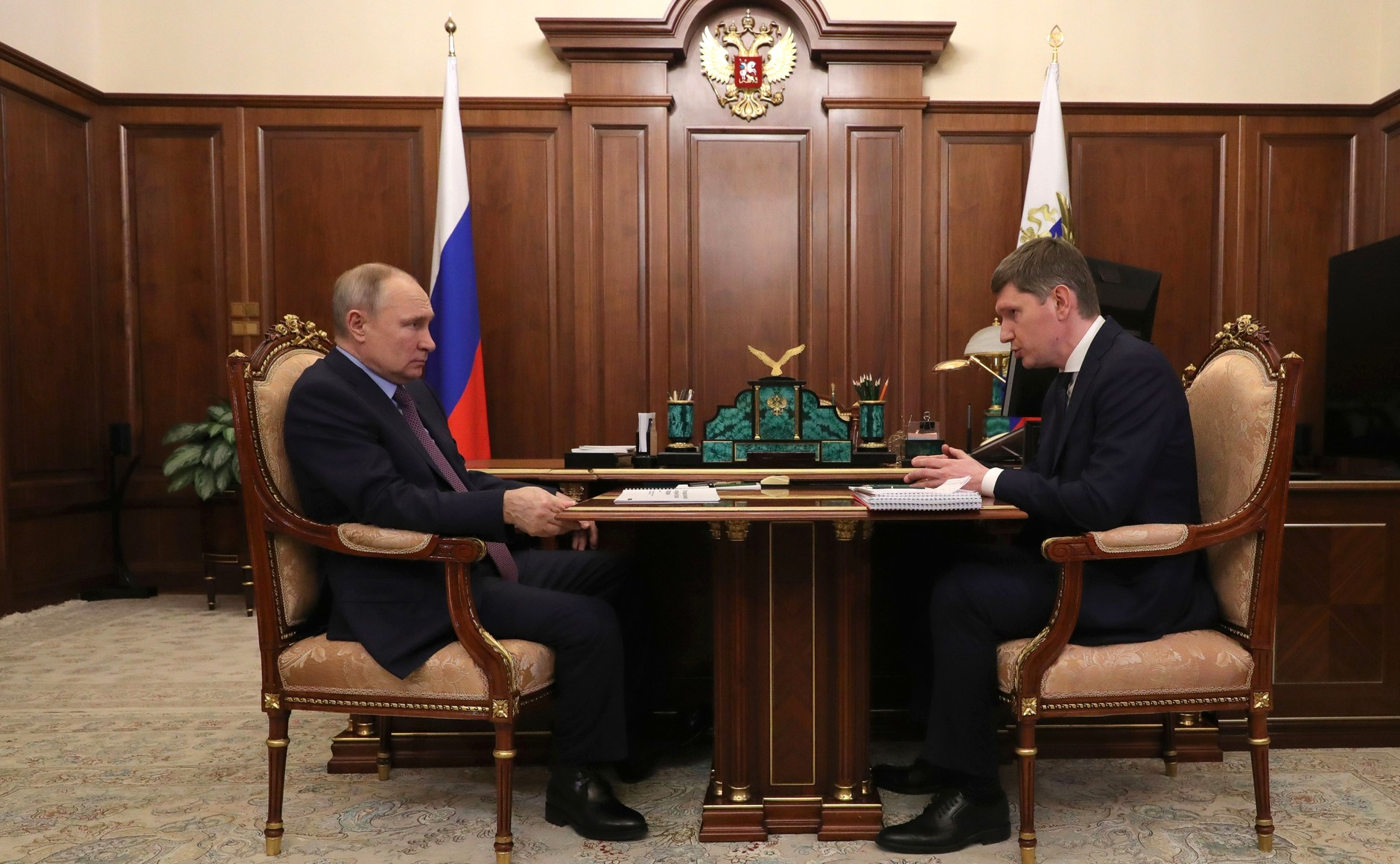
Руководитель нацпроекта «Малое и среднее предпринимательство и поддержка индивидуальной предпринимательской инициативы»
М.Г. Решетников на встрече с президентом РФ В.В. Путиным

В сентябре 2020 года министр экономического развития Максим Решетников заявил о готовности снизить ставки для кредитования бизнеса в рамках льготной 
государственной программы «8,5%». Так называемая программа «8,5%» предусматривает предоставление кредитов по льготной ставке на приобретение основных средств, финансирование оборотных средств, рефинансирование кредитов, факторинг, лизинг, микрозаймы.
За 2 года реализации нацпроекта были созданы институты поддержки бизнеса и на федеральном, и на региональном уровнях и были настроены под национальные цели. Центры «Мой бизнес» работают в 84 регионах страны. По программе льготного кредитования по ставке 8,5% в рамках нацпроекта МСП заключено соглашений на 1 трлн рублей. Министр экономического развития Максим Решетников подчеркнул, что с 2021 года планируется снижение ставки льготного кредитования с 8,5% до 7%. Это станет одним из изменений обновленного нацпроекта МСП, направленного на создание благоприятных условий для работы самозанятых и рост их числа; создание условий для легкого старта и комфортного ведения бизнеса, в том числе переход с ЕНВД на альтернативные налоговые режимы; акселерация субъектов МСП; создание цифровой платформы МСП. 
Число самозанятых в 2020 году превысило целевой показатель, который заложен в нацпроект МСП. Вместо зафиксированных в паспорте нацпроекта показателя в 800 тысяч, количество вновь зарегистрированных самозанятых на октябрь составило больше миллиона – 1 248 299, а концу года превысило 1,5 млн человек.
По итогам 2020 года крупнейшие заказчики заключили более 300 тысяч договоров с предприятиями малого и среднего бизнеса, а объем закупок достиг 2,5 триллионов рублей.
На апрель 2021 года согласно результатам опроса, проведенного АНО «Национальные приоритеты» совместно с Mail.ru Group, узнаваемость национального проекта составила 81%.  
В 2023 году около 100 000 субъектов МСП привлекли свыше 1,5 трлн рублей кредитов по нацпроекту «Малое и среднее предпринимательство». Из них, по программе «1764» — 638 млрд рублей, «ПСК» — 199 млрд рублей, «Зонтичного» поручительства — 247 млрд рублей. Комбинированная программа профинансирована на 98 млрд рублей.  2,3 млрд составил объем поддержки по программе льготного лизинга, — это на 73% выше результата 2022 года. С 2022 года около 8400 молодых и социальных предпринимателей получили грантовую поддержку.   